# Proktologie

Konečník je hlavním předmětem oboru proktologie

Proktologie je lékařská vědní disciplína zabývající se onemocněním konečné částí trávicího vývodu, tlustého střeva. Zaměřuje se tedy na oblast tzv. „rovného střeva“ neboli konečníku (latinsky rektum, řecky proctós – z toho proktologie) a řitního kanálu zakončeného řitním otvorem. Mezi nejčastější onemocnění, která tato oblast řeší, patří hemoroidy, záněty konečníku či řitního kanálu, řitní trhliny (anální fisury) a nádory konečníku a řitního kanálu.